# Limonada

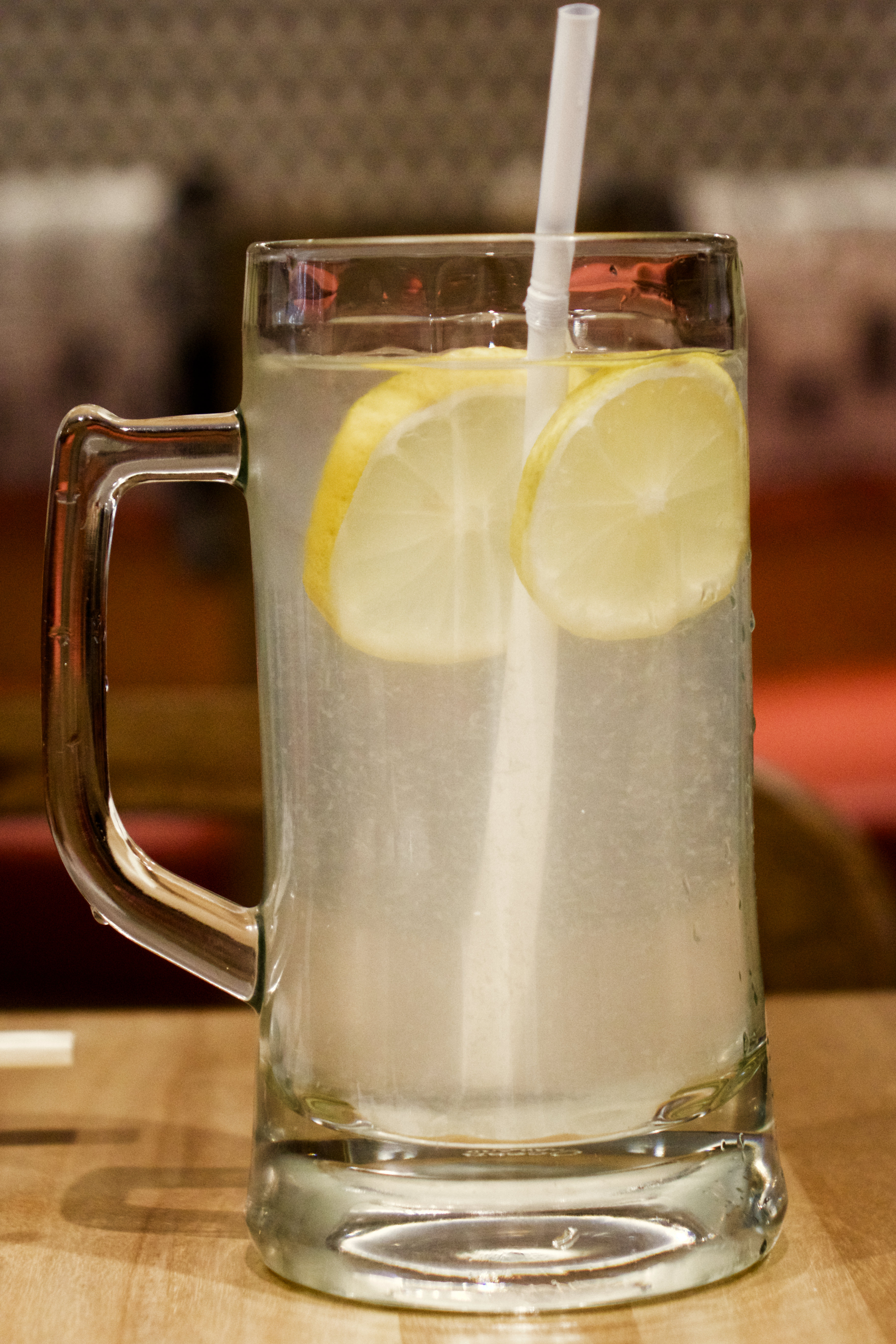
Uma caneca de limonada

A limonada pode ser qualquer uma de uma variedade de bebidas adoçadas ou sem açúcar encontradas em todo o mundo, mas que são tradicionalmente todas caracterizadas por um sabor a limão.
A maioria das variedades de limonada pode ser separada em dois tipos distintos: turva e clara. Cada um é conhecido simplesmente como "limonada" (ou um cognato) em países onde é dominante. A limonada turva, geralmente encontrada na América do Norte e no sul da Ásia, é tradicionalmente uma bebida caseira que usa suco de limão, água e adoçante, como açúcar de cana ou mel.[carece de fontes?] No Reino Unido e na Austrália, a limonada clara, que normalmente também é carbonatada, domina.
Uma variação turva popular é a limonada rosa, feita com sabores de frutas adicionais, como framboesa ou morango, dando à bebida sua cor rosa distinta.